# Stacy Keibler
Stacy Keibler (Baltimore, 14 de outubro de 1979) é uma atriz norte-americana e ex-lutadora e valet de wrestling profissional, que trabalhou na World Championship Wrestling (WCW) e WWE.
Foi manager de Randy Orton, Shawn Stasiak, Dudley Boyz (D-Von Dudley e Bubba Ray), Scott Steiner, Rosey, The Hurricane, Scott Steiner, Test e David Flair, com quem teve uma relação.

## Títulos e prêmios
- WWE
  - WWE Babe do Ano (2004)